# 梁羽生
梁羽生（1924年4月5日—2009年1月22日），本名陳文統，生於中華民國廣西省蒙山縣文圩鎮屯治村，後移居香港，為香港著名武俠小說作家，被譽為「新派武俠小說」的開山鼻祖。其於1954年發表處女作《龍虎鬥京華》，開啟新派武俠創作，與金庸、古龍並稱為20世紀華語武俠小說三大宗師。創作生涯逾三十年，共完成三十五部武俠小說，包括《白髮魔女傳》、《萍蹤俠影錄》、《七劍下天山》等經典，總字數逾千萬，另有散文、聯話及評論多篇。其作品以融合中國歷史背景、傳統詩詞及「以俠勝武」的文人精神著稱，深受讀者喜愛並影響深遠。
梁羽生早年畢業於嶺南大學經濟系，1949年移居香港，初任《大公報》編輯，後轉任《新晚報》副刊編輯。1954年，受香港太極派與白鶴派比武事件啟發，應《新晚報》總編輯羅孚邀請，開始武俠小說創作，開創以歷史為背景、注重文學性的新派武俠風格。1984年宣布封筆，1987年移民澳大利亞悉尼，晚年皈依基督教，並潛心宗教與文學研究。2009年1月22日因病逝於悉尼，葬於麥考里公園公墓。金庸為其撰寫輓聯：「亦狂亦俠亦文好朋友」，高度評價其人品與文學成就。
梁羽生的文學貢獻廣受認可，香港嶺南大學於2004年頒授榮譽文學博士學位，以表彰其對華語文學的影響。其故鄉廣西蒙山縣與《南方都市報》於2018年設立「梁羽生文學獎」，以紀念其成就並推廣武俠文學。學者普遍認為，梁羽生與金庸共同奠定新派武俠的基礎，但兩者風格各異：梁氏作品注重歷史考據與傳統詩詞意境，金庸則融入西方敘事技巧，兩者相輔相成，推動了武俠小說的現代化。

## 生平
陳文統出身於書香門第，其父陳信玉生於1896年，在當地為著名鄉紳地主。因略通中醫，常購買藥材為地方百姓治病。在抗日戰爭期間，接待過許多逃難的文人，太平天国史专家简又文和以敦煌学及诗书画著名的饶宗颐都在他家里住过。
陳文統自幼熟讀古文、擅於對聯，8歲能背誦《唐詩三百首》。在廣西桂林中学读完高中，在中学时就喜欢写词。抗日期間，适逢数位粤籍学者避难蒙山，居住在他們家中，陳文統曾向他们学习历史和文学。1944年依礼拜简又文为师，后随师至廣州，考入嶺南大學經濟系，專修國際經濟。
1949年陳文統大學畢業，经校长介绍，赴英屬香港，于《大公报》任副刊助理编辑，迅即提正，并成为社评委员会之成员。1950年，中華人民共和國發動鎮反運動，其父陳信玉被劃為黑五類中的地主階級，因此下獄。在家人通知後，陳文統準備回返家鄉，企圖救援其父。在返家途中，遇見其同學彭榮康，告知中國正在進行鎮反運動，同時獲得其家中書信，告誡他家鄉危險，勿回。陳文統決定回到英屬香港，其父在不久後遭到中國政府槍決。陳文統自此定居香港，调入附属《大公报》的《新晚报》工作。
1954年1月17日，香港白鶴派掌門人陳克夫與太極派掌門人吳公儀因互說己派武功最好，遂在澳門（因香港嚴禁私鬥）擂台比武。這新聞在當時相當轟動，《新晚報》總編輯羅孚遂要求陳文統於翌日開始寫武俠小說於《新晚報》連載。陳文統未寫過小說，但愛看武俠小說，尤喜白羽，唯有以白羽為師，取筆名「梁羽生」，以吳陳的打擂台故事及太極門派為骨架，寫出處女作《龍虎鬥京華》，成為首部「新派武俠小說」。一说报社另一版面编辑是年轻尚未写小说的另一日后名小说家金庸，陈与金皆被总编辑要求版面上写连载武侠小说形如比赛，是二大师写小说之起始。
陳文統此後以「梁羽生」筆名笔耕不缀，至1983年《武当一剑》止，共连载武侠小说33部，總字數達一千餘萬。又《絕塞傳烽錄》与《幻剑灵旗》出版时均被一分而二（分別為《彈指驚雷》與《絕塞傳烽錄》，以及《劍網塵絲》與《幻剑灵旗》） ，《武林三绝》仍在修订之故，今传者34部。封笔前后并曾推出部分小说的修订本，但均未得以出版。
他的作品多次被改編成電影或電視劇，自認《萍蹤俠影錄》、《女帝奇英傳》及《雲海玉弓緣》三書是代表作。
1985年，中國共產黨廣西壯族自治區委員會黨委書記陳輝光訪問英屬香港，會見陳文統，邀請他回鄉訪問。陳文統要求為其父陳信玉平反。陳輝光回中國後，蒙山縣人民政府統戰部發出公文，說明陳信玉遭槍決為冤案。蒙山縣人民政府為陳信玉進行平反後，陳文統寫信感謝，於1987年返回蒙山縣掃墓祭祖。此後成為中国作家协会会员，也曾受聘为深圳市楹联学会名誉会长。
1987年移居澳大利亚。1994年70歲時在澳大利亚改信基督教。
2004年11月30日，陳文統獲香港嶺南大學頒授榮譽文學博士學位。 2006年12月回香港參加天地圖書30周年活動時就曾突然中風，手腳活動不便。 及後一直在陳秉達療養院中療養，2009年1月22日在雪梨去世，享年85岁。

### 筆名
陳文統以「梁羽生」為筆名，筆名以「梁」為姓，因為魏晉南北朝時期的南朝為「宋、齊、梁、陳」，「梁」在「陳」前，是以「繼承梁陳文統」自勉，而「羽生」則是「羽客」的意思。

### 輓聯
梁羽生逝世後，不少文壇好友都為他寫下輓聯追悼：
國學大師饒宗頤的輓聯：
昔歲曾及門 難忘兵馬艱虞日
遺編久驚世 能鑄雕龍窈窕辭
武俠小說大師金庸（自稱「同年弟、自愧不如者」）的輓聯：
同行同事同年大先輩
亦狂亦俠亦文好朋友
舊上司羅孚的輓聯：
同鄉同學同事 敬武術堪稱同志
能詩能詞能聯 論文藝最是能人
著名學者陳耀南教授的輓聯：
開新說 談掌故 研奕藝 能詩詞 善巧聯 博識多才 永佩眾生入勝 統覽孤哀益人榮主
厚性情 愛友朋 敦義仁 懷家國 審去就 高風亮節 最欽一羽翔雲 文心俠骨子孝妻賢

## 武侠小说
梁羽生共創作了三十五部武俠小說，包括《七劍下天山》、《白髮魔女傳》、《萍蹤俠影錄》等等。

### 作品系統表
以朝代分
- 唐朝：（共4部）
  - 《女帝奇英傳》，《大唐游俠傳》，《龍鳳寶釵緣》，《慧劍心魔》
  - 《大》《龍》《慧》三部為大唐系列。

- 宋朝：（共6部）
  - 《武林天驕》，《飛鳳潛龍》，《狂俠·天驕·魔女》，《瀚海雄風》，《鳴鏑風雲錄》，《風雲雷電》
  - 《武》《狂》有衝突，《狂》《鳴》聯繫緊密，《翰》《風》聯繫緊密，宋朝年代與情節混亂。

- 明朝：（共8部）
  - 《還劍奇情錄》，《萍蹤俠影錄》，《散花女俠》，《聯劍風雲錄》，《武林三絕》（只是報紙連載，未出版成書），《廣陵劍》
  - 萍蹤系列：（計6部），為天山系列上半支
  - 《武當一劍》不屬於天山系列，獨立成篇，年代故事和《白髮魔女傳》有衝突
  - 正宗天山系列：（計14部）
  - 《白髮魔女傳》 （明萬曆年間起，為天山系列下半支首篇）

- 清朝：（共17部）
  - 《塞外奇俠傳》，《七劍下天山》，《江湖三女俠》，《冰魄寒光劍》，《冰川天女傳》，《雲海玉弓緣》，《冰河洗劍錄》，《風雷震九州》，《俠骨丹心》，《遊劍江湖》，《牧野流星》，《彈指驚雷》，《絕塞傳烽錄》
  - 《劍網塵絲》《幻劍靈旗》為姊妹篇，與天山派無關，但有部分人物在《絕塞》中出現過
  - 《草莽龍蛇傳》《龍虎鬥京華》為姊妹篇，太極篇，講述義和團年間故事

以劇情分
- 「萍蹤」系列：《還劍奇情錄》《萍蹤俠影錄》《散花女俠》《聯劍風雲錄》《廣陵劍》，萍蹤系列與天山系列也可合併
- 「天山」系列：《白髮魔女傳》《塞外奇俠傳》《七劍下天山》《江湖三女俠》《冰魄寒光劍》《冰川天女傳》《雲海玉弓緣》《冰河洗劍錄》《風雷震九州》《俠骨丹心》，萍蹤系列與天山系列也可合併
- 「大唐遊俠」系列：《大唐游俠傳》《龍鳳寶釵緣》《慧劍心魔》，此系列融合一些唐人傳奇及歷史，為梁羽生武俠上乘佳作
- 「天驕」系列：《武林天驕》《飛鳳潛龍》《狂俠‧天驕‧魔女》《瀚海雄風》《鳴鏑風雲錄》《風雲雷電》
- 「牧野流星」系列：《遊劍江湖》《牧野流星》《彈指驚雷》《絕塞傳烽錄》
- 《武林三絕》前後涉及自唐到清近千年歷史，幾乎涉及整個梁羽生武俠世界、江湖派系及人物，為梁學總結性著作。
- 宋朝六部之間關係甚大，亦可作一系列。

### 改編成影視作品
- 飛鳳潛龍
  - 電影，香港長城影業公司，1981年，方平、平凡、梁衡，黃域、吳佩蓉導演
- 還劍奇情錄
  - 電影，中國大陆，1986年，王新武、洪濤、王珏、譚圓圓，洪平導演
- 萍踪俠影錄
  - 電視劇，香港佳視，1977年，楊盼盼、陳強、李通明、梁小龍、魏秋樺、劉江、楊澤霖
  - 電視劇，香港亞洲電視，1985年，劉松仁、米雪、斑斑、岳華、金興賢、江漢、熊德誠、凌文海，王心慰監製
  - 電視劇《萍踪侠影》，北京，2004年，黃海冰、范冰冰
  - 電視劇《新萍蹤俠影》，江苏，2009年，潘粤明、董洁
- 散花女俠
  - 電影，香港大成影片公司，1961年，吳君麗、曹達華、胡楓、林蛟，任彭年導演，分上、下兩集
- 塞外奇侠傳
  - 电视剧，新加坡，1996年，黄碧仁，沈辉濠，黄嫊芳，郭淑贤，加入白髮魔女傳與七劍下天山之人物與情節
- 江湖三女俠
  - 電影，香港峨嵋電影公司，1960年，容小意、夏萍、上官筠慧、梅蘭，分上、下兩集
- 白髮魔女傳
  - 電影，峨嵋公司，1957年，羅艷卿、張瑛、黃楚山
  - 電影，香港長城影業公司，1980年，鮑起靜、方平、劉雪華，張鑫炎導演
  - 電影，東方電影制作有限公司，1993年，張國榮、林青霞、吳鎮宇、藍潔瑛、鮑方、羅樂林，導演
  - 電影《白髮魔女傳之明月天國》，博纳影业集团，2014年，范冰冰、黄晓明、赵文卓，张之亮導演
  - 電視劇，佳視，李麗麗、白彪、文雪兒、羅樂林
  - 電視劇《神州俠侶》，台視，1986年，孟飛、潘迎紫
  - 電視劇，香港亞洲電視，1986年，曾偉權、魏秋樺
  - 電視劇，香港無線電視，1995年，蔡少芬、何寶生
  - 電視劇《白髮魔女》，台灣，1998年，張智霖、蔣勤勤
  - 電視劇《新白髮魔女傳》，鳳凰傳奇影業、北京稻草熊影視，2012年，吳奇隆、馬蘇
- 狂俠天驕魔女
  - 電視劇，香港亞洲電視，1988年，斑斑、劉雲峰、游天龍
- 七劍下天山
  - 電影《七劍》，香港，2005年，黎明、甄子丹、楊采妮、孫紅雷、陸毅、金素妍
  - 電視劇，中國大陆，2006年，趙文卓、蔡少芬 、王學兵、吕良偉、李小冉、喬振宇、爱戴、孫菲菲、梁家仁
- 雲海玉弓緣
  - 電影，香港長城影業公司，1966年，傅奇、陳思思、王葆真，張鑫炎導演，唐佳、劉家良武術指導
  - 電視劇，香港亞洲電視，1984年，曾偉權、馬敏兒、蔡倩兒
  - 電視劇，香港無綫電視，2002年，林峯、葉璇、李彩樺
- 侠骨丹心
  - 電影，香港長城影業公司，1971年，傅奇、王葆真、周聰、李次玉，張鑫炎導演
  - 電視劇，中國大陆，2005年，陳龍、蕭蔷、鍾漢良、何美鈿
- 大唐游俠傳
  - 電視劇，中國大陆，2008年，黄维德、何琢言、TAE、湯鎮宗、胡慶士、王建國、侯京健
- 遊劍江湖
  - 電視劇，香港無綫電視，2005年，郭羨妮、陳錦鴻、何家勁、陈龙、陳怡蓉、李天翔、李倩
- 武當一劍
  - 電視劇，中國大陸，2021年，于了一、柴碧雲、周航、孫佳雨、楊猛

## 其他作品
- 《三剑楼随笔》：與金庸、百劍堂主在大公報的專欄結集。
- 《筆花六照》：香港天地圖書，ISBN 9629506084。
- 《名聯觀止》：香港天地圖書、臺灣古籍出版社。
- 《筆劍書》：香港天地圖書。
- 《梁羽生散文》：臺灣遠流，2008年，ISBN 9789573263555。
- 《統覽孤懷——梁羽生詩詞、對聯選輯》：楊健思編，香港天地圖書，2008年12月，ISBN 9789882190061。
- 《梁羽生閑說金瓶梅》：孫立川校編，香港天地圖書，2009年，ISBN 9789882190542。
- 《香港當代作家作品選集．梁羽生卷》：張初編，香港天地圖書，2015年，ISBN 9789888255894。
- 《梁羽生散文集》：武俠小說家散文系列，渠誠編，香港天地圖書，2015年，ISBN 9789888255801。

## 奖项
2009年，梁羽生在悉尼荣获澳大利亚华人文化团体联合会颁发的“澳华文化界终生成就奖”。
2018年，南都報系、梁羽生故鄉廣西蒙山县人民政府創辦梁羽生文學獎，獎勵各種不同類型的大眾小說。

## 评价
梁羽生被誉为“新式武侠小说开山鼻祖”。 六七十年代的读者将梁羽生和金庸并称武侠两座高峰：“金梁并称，一时瑜亮”。 梁羽生所創作的《龍虎鬥京華》被公認為是新武俠小說之始，開創了武俠小說的一代新風，後以《萍蹤俠影錄》等名著為新派武俠綻放了文學情思上的異彩。梁羽生曾經這樣評價自己的武俠創作地位：「開風氣也，梁羽生，發揚光大者，金庸。」 
梁羽生擅长于在不被认为是正统的武侠小说中，渗入更多的中国传统文化艺术。他喜在小说中穿插中国传统诗文，融和文學、歷史、詩詞、聯語於一爐，迎合了中国传统文化的审美觀。除武侠小说之外，梁羽生亦擅写随笔杂谈，联语棋话皆广受好评。
武侠小说大师金庸在梁羽生的挽联中写道：
| “ | 悼梁羽生兄逝世： 同行同事同年大先辈；亦狂亦侠亦文好朋友 自愧不如者：同年弟金庸敬挽 | ” |

著名导演张纪中：“梁羽生文学最大的特点就是历史感很厚重，应该说他笔下武侠世界中的人都生活在真实的历史背景和社会中，相比之下，金庸的作品往往表现的是生活在武侠世界里的侠客，他们过着与世隔绝的生活。”

## 相关传记
- 《梁羽生传》：刘维群，长江文艺出版社，2000年10月。
- 《琴剑书生：梁羽生传》：李斌，江苏文艺出版社，2001年3月。
- 《梁羽生新传》：孙宜学，山东友谊出版社，2002年1月。
- 《梁羽生评传》：渠诚（私家侦探）。

## 外部連結
- 梁羽生书库（页面存档备份，存于）
- 腾讯网梁羽生专题（页面存档备份，存于）